# Thì hiện tại tiếp diễn
Thì hiện tại tiếp diễn(tiếng Anh: Present continuous, Present progressive hoặc Present imperfect) là một thì trong tiếng Anh hiện đại, là một dạng động từ được sử dụng trong tiếng Anh hiện đại kết hợp thì hiện tại với khía cạnh không kiểm soát. Nó có thể được sử dụng trong cả tâm trạng chỉ định và phụ. Khoảng 5% động từ trong tiếng Anh nói ở dạng liên tục hiện nay. Thì này dùng để diễn tả một hành động xảy ra vào thời điểm hiện tại, đang diễn ra và kéo dài dài một thời gian ở hiện tại.

## Cấu trúc
- Khẳng định(+): S + am/is/are + V-ing
- Phủ định(-): S + am/is/are + not + V-ing
- Nghi vấn(?): Am/is/are + S + V-ing?

Wh- + am/is/are (not) + S + V-ing?
Trong đó:
S: Chủ ngữ
V: Động từ
Wh-: Từ nghi vấn (What, Where, Why, When, Who...)

## Cách sử dụng và Ví dụ
Thì hiện tại tiếp diễn được sử dụng trong một số trường hợp:
- Để mô tả một cái gì đó đang xảy ra tại thời điểm chính xác khi việc đó đang xảy ra:[4][5][6]

The boy is laughing.(Cậu ấy đang cười.)
- Để mô tả một hành động đang diễn ra ngay bây giờ nhưng không phải tại thời điểm chính xác:[5][6]

They are working in Dubai. (Họ đang làm việc ở Dubai.)
- Để mô tả một sự kiện được lên kế hoạch trong tương lai[4][5] (kết hợp với chỉ số thời gian cho tương lai):

I'm resitting my French exam on Tuesday.(Tôi sẽ thi lại môn tiếng Pháp vào thứ Ba.)
- Dùng với "always" để mô tả một hành động thường xuyên(nó được sử dụng để nhấn mạnh tần suất của hành động một cách hài hước hoặc cường điệu):[5][6]

My parents are always making me go to school! (Phụ huynh của tôi luôn bắt tôi đi học!)
She is always playing with that doll! (Cô ây luôn chơi với con búp bê đó!)
He is always eating chocolate. (Anh ấy luôn ăn sô-cô-la.)
- Để mô tả một hành động đang diễn ra và có thể bị gián đoạn:

Ellen cannot come to the phone since she is sleeping. (Ellen không thể nghe điện thoại vì cô ấy đang ngủ.)